# (29976) 1999 NE9
A (29976) 1999 NE9 egy kisbolygó a Naprendszerben. A LINEAR projekt keretében fedezték fel 1999. július 13-án.